# 水神堂
39°45′17″N 114°17′01″E / 39.75472°N 114.28361°E
水神堂位于中国山西省广灵县壶泉镇壶山上，2006年被列为第六批全国重点文物保护单位。
水神堂是丰水神祠和大士庵的合称，始建年代不详，现存为明清建筑。水神堂坐北朝南，占地7600平方米，主要建筑有灵应宝塔、圣母殿、禅房、文昌阁、山门、钟鼓楼、老君殿等。灵应宝塔建于清乾隆年间，砖砌楼阁式，六角七层，高17.5米。圣母殿下有“壶泉”，为当地名泉。